# 帕圖克森特冰流
帕圖克森特冰流（英語：Patuxent Ice Stream），是南極洲的冰流，位於彭薩科拉山脈，處於帕圖克森特山脈和佩科拉陡崖之間，最終注入方德申冰流上游，美國地質調查局根據測量和美國海軍拍攝的空中照片繪入地圖，現時由南極條約體系管理。